# Мэйхэкоу
Мэйхэко́у (кит. упр. 梅河口, пиньинь Méihékǒu, буквально: «устье реки Мэйхэ») — городской уезд городского округа Тунхуа провинции Гирин (КНР).

## История
При империи Цин в 1902 году в этих местах была образована Хайлунская управа (海龙府). После Синьхайской революции в Китае была произведена реформа структуры административного деления, в ходе которой управы были упразднены, и в 1913 году вместо управы был образован уезд Хайлун (海龙县) провинции Фэнтянь, в 1929 году переименованной в провинцию Ляонин.
По окончании Второй мировой войны правительство Китайской республики осуществило административно-территориальный передел Северо-Востока, и уезд Хайлун вошёл в состав новой провинции Ляобэй. В 1949 году провинция Ляобэй была расформирована, и уезд Хайлун вошёл в состав новой провинции Ляодун. После расформирования в 1954 году провинции Ляодун уезд Хайлун вошёл в состав провинции Гирин.
В 1985 году указом Госсовета КНР уезд Хайлун был расформирован, а на его месте образован городской уезд Мэйхэкоу.

## Административное деление
Городской уезд Мэйхэкоу делится на 5 уличных комитетов, 12 посёлков, 6 волостей и 1 национальную волость.

## Экономика
Мэйхэкоу является крупнейшим центром переработки кедрового ореха, на него приходится более 60 % мирового рынка кедрового ореха. С 1979 года жители уезда начали заниматься переработкой кедрового ореха. Местные предприниматели закупают сосновые шишки из России, Монголии, Пакистана, Афганистана и разных регионов Китая, и поставляют переработанный орех и продукцию из него в более чем 40 стран и регионов мира, в том числе Европу, Америку, Юго-Восточную Азию и на Ближний Восток. По состоянию на 2023 год мощность переработки кедрового ореха в Мэйхэкоу достигла 150 тыс. тонн в год, а годовой объем производства составил почти 7 млрд юаней (963,52 млн долл. США).